# Relaciones exteriores de Pío XII

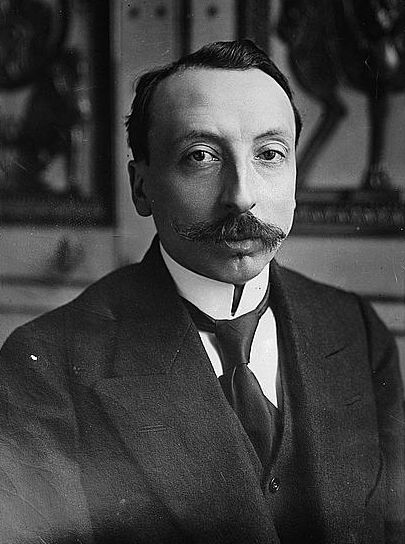
Léon Bérard, embajador de la Francia de Vichy

Las relaciones exteriores del papa Pío XII se extendieron a la mayor parte de Europa y a unos pocos estados fuera de Europa. Pío XII fue papa de 1939 a 1958, durante la Segunda Guerra Mundial y el comienzo de la Guerra Fría.

## Antecedentes
Entre la pérdida de los Estados Pontificios en 1870 y la firma del Tratado de Letrán en 1929, el reconocimiento diplomático del papado había aumentado realmente, con dieciocho miembros acreditados del cuerpo diplomático vaticano en 1890, catorce en 1914 y veinticuatro en 1921. Sin embargo, esto no representaba un apoyo internacional a la posición papal en la Cuestión romana, ya que estas naciones también reconocían al Reino unificado de Italia, cuyo cuerpo diplomático en Roma se desarrolló a lo largo de una trayectoria similar.
En 1936, tres años antes de que Pío XII se convirtiera en Papa, había treinta y cuatro embajadores, ministros o  encargados de negocios ante la Santa Sede. Sin embargo, varios de estos diplomáticos pasaban gran parte de su tiempo en otras capitales europeas— ya fuera por motivos personales o porque servían a múltiples embajadas como Argentina, Estonia, Letonia, Liberia, Perú y El Salvador, que eran meras Sinecuras' como Bélgica o no estaban remunerados como era el caso de Honduras. Otros representaban a micronaciones que "apenas contaban" (Mónaco, San Marino y la Orden de Malta). El embajador español fue expulsado por un "asedio tragicómico" en la Piazza di Spagna. El embajador de Nicaragua estaba senil, y el embajador de Panamá no había sido visto desde 1929.
En marzo de 1939, Pío XII heredó treinta y ocho misiones diplomáticas ante el Vaticano: trece a "nivel de embajadores", y el resto a nivel ministerial; también había representantes papales en treinta y ocho países, pero los intercambios no siempre eran mutuos. En aquel momento también había veintitrés enviados vaticanos sin estatus diplomático en su estado de acogida.
En contraste con las diversas sinecuras, Diego von Bergen era un miembro de alto rango del servicio diplomático alemán, que rechazó en dos ocasiones el cargo de ministro de Asuntos Exteriores para permanecer en Roma. Según Morley, "cuando Pío XII se convirtió en Papa, había nuncios papales en, entre otras capitales, Belgrado, Berlín, Berna, Bruselas, Bucarest, Budapest, La Haya, París, Praga, Roma y Varsovia. Las circunstancias de la guerra redujeron este número y cambiaron la ubicación y el nivel de algunos de los representantes diplomáticos. El resultado final de estas modificaciones fue que, durante los años 1939-1943, la Secretaría de Estado estuvo en contacto diplomático con sus emisarios en Berlín, Roma, Vichy, Berna, Bratislava, Zagreb, Bucarest y Budapest. Además, se mantuvieron comunicaciones activas con los delegados apostólicos en Londres, Washington y Ankara".

## Lista de diplomáticos
Una lista de diplomáticos acreditados ante el Vaticano publicada en diciembre de 1940 enumera a Diego von Bergen como decano del cuerpo diplomático, seguido de trece embajadores y veintitrés ministros, con Myron Charles Taylor llamativamente en último lugar.  Nuncios y Embajadores sólo se intercambiaban entre la Santa Sede y los países en los que el representante del papa ex officio recibía el título de decano del cuerpo diplomático. En otros países, Pío XII estaba representado por un delegado apostólico o un encargado de negocios', que constituía un nivel inferior de reconocimiento diplomático (representaba a la jerarquía eclesiástica de un país, no al gobierno). Un delegado apostólico no estaba acreditado ante un gobierno anfitrión, ni requería su aprobación.
Una Nochebuena especial de 1948 [para diplomáticos celebrada por Pío XII contó con la asistencia de 300 miembros del personal diplomático. En febrero de 1949, había treinta y nueve miembros acreditados del cuerpo diplomático vaticano. A New Year's Day 1951 una audiencia con "todo el cuerpo diplomático" incluía a treinta y seis representantes acreditados, entre ellos dieciocho embajadores de pleno derecho, dieciséis ministros y dos encargados de negocios (China y Finlandia).

### Nuncios

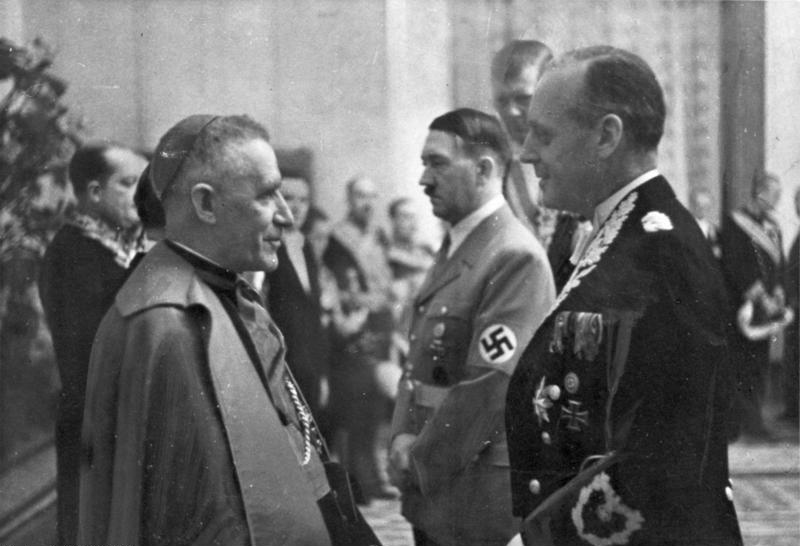
Cesare Orsenigo con Hitler y Joachim von Ribbentrop

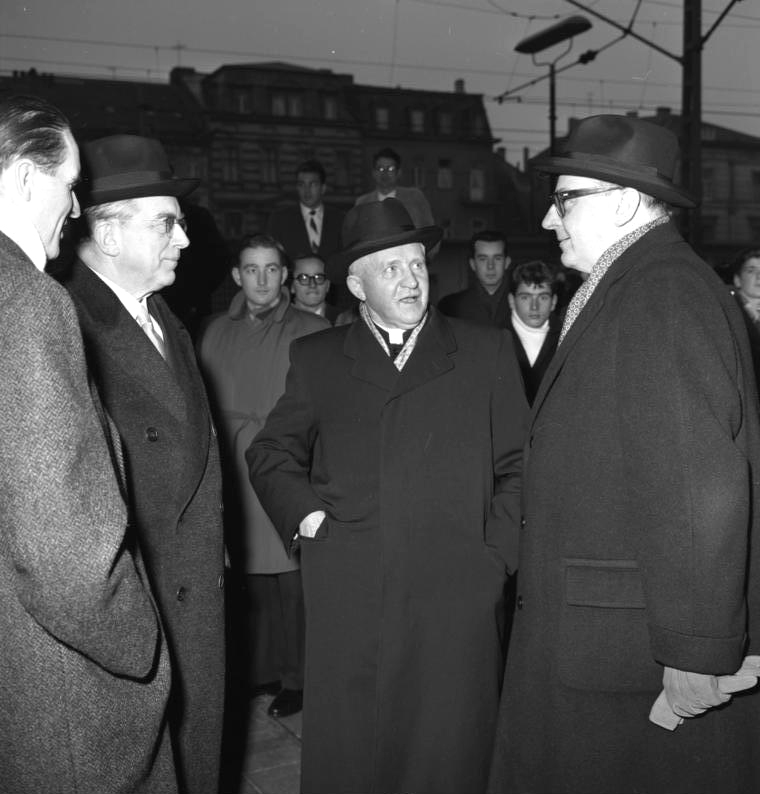
Aloisius Joseph Muench en la Alemania de la postguerra

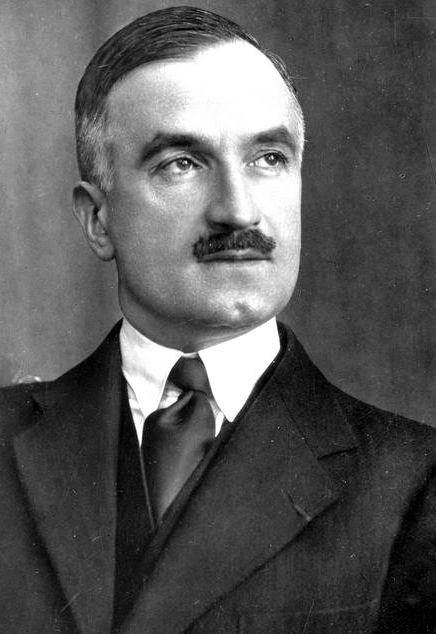
Kazimierz Papée, embajador polaco en el Vaticano

| País           | Nuncio | Nunciatura                          | Embajador | Rango     |
| -------------- | --- | ----------------------------------- | --- | --------- |
| Argentina      | Giuseppe Fietta (1936–1953) Mario Zanin (1953–1958)                                                                                         |                                     | Carlos Brebbia (1943–1947) | Embajador |
| Austria        | Maurilio Silvani (1946–1947) Giovanni Battista Dellepiane (1949–1961)                                                                       | Nuncio apostólico en Austria        | Adolf Kohlruss (1946) | Embajador |
| Bélgica        | Clemente Micara (1923–1946) Fernando Cento (1946–1953) Efrem Forni (1953–1962)                                                              | Nuncio apostólico en Bélgica        | Adrien Nieuwenhuys | Embajador |
| Bolivia        | Giuseppe Burzio (1946–1950) Sergio Pignedoli (1950–1954) Umberto Mozzoni (1954–1958)                                                        |                                     | |           |
| Brasil         | Benedetto Aloisi Masella (1927–1946) Carlo Chiarlo (1946–1954) Armando Lombardi (1954–1964)                                                 | Nuncio apostólico en Brasil         | Ildebrando Accioly Mauricio Nabuco (ante 1948) | Embajador |
| Chile          | Aldo Laghi (1938–1942) Mario Zanin (1947–1953) Sebastiano Baggio (1953–1959)                                                                |                                     | (1939-?) | Embajador |
| Colombia       | Giuseppe Beltrami (1945–1950) Antonio Samoré (1950–1953) Paolo Bertoli (1953–1959)                                                          |                                     | Carlos Arango Velez (1944-post 1949) | Embajador |
| Checoslovaquia | Sanverio "Xavier" Ritter (1946–1953) | Nuncio apostólico en Checoslovaquia | M. Maixner (circa 1947) |           |
| Ecuador        | Efrem Forni (1937–1953) Opilio Rossi (1953–1959)                                                                                            |                                     | |           |
| Francia        | Valerio Valeri (1936–1944) Angelo Roncalli (1944–1953) Paolo Marella (1953–1959)                                                            | Nuncio apostólico en Francia        | François Charles-Roux (1932–1940) Wladimir d'Ormesson (1940) Léon Bérard (1940–1945) Jacques Maritain (1945–1948)                                       | Embajador |
| Alemania       | Cesare Orsenigo (1930–1945) Aloisius Joseph Muench (1951–1959)                                                                              | Nuncio apostólico en Alemania       | Diego von Bergen (1915–1943) Ernst von Weizsäcker (1943–1945)                                                                                           | Embajador |
| Hungría        | Angelo Rotta (1930–1957) |                                     | György Barcza | Embajador |
| Irlanda        | Paschal Charles Robinson (1929–1948) Ettore Felici (1949–1951) Gerald P. O'Hara (1951–1954) Albert Levame (1954–1958)                       | Nuncio apostólico en Irlanda        | |           |
| Italia         | Francesco Borgongini Duca (1929–1953) Giuseppe Fietta (1953–1958)                                                                           | Nuncio apostólico en Italia         | Dino Alfieri (1939–1940) Bernardo Attolico (1940–1943) Galeazzo Ciano (1943)                                                                            | Embajador |
| Luxemburgo     | Clemente Micara (1923–1946) Fernando Cento (1946–1953) Efrem Forni (1953–1962)                                                              |                                     | |           |
| Holanda        | Paolo Giobbe (1935–1959) |                                     | |           |
| Paraguay       | Liberato Tosti (1946–1948) Federico Lunardi (1949–1954) Luigi Punzolo (1954–1957) Carlo Martini (1958–1963)                                 |                                     | |           |
| Peru           | Fernando Cento (1936–1946) Giovanni Panico (1948–1953) Francesco Lardone (1953–1959)                                                        | Nuncio apostólico en Peru           | Diomedei Arias Schreider | Embajador |
| Polonia        | Filippo Cortesi (1936–1947) | Nuncio apostólico en Polonia        | Kazimierz Papée (1939–1958) | Embajador |
| Portugal       | Pietro Ciriaci (1934–1954) Fernando Cento (1954–1958)                                                                                       | Nuncio apostólico en Portugal       | Carneiro Pacheco Tovar de Lemos (?-1950) Jose Nasolini (1950-?)                                                                                         | Embajador |
| Rumanía        | Andrea Cassulo (1936–1947) |                                     | Nicolae Petrescu-Comnen (circa 1940) Daniel Papp (circa 1942) Basilio Grigorcea (circa 1944)                                                            | Embajador |
| España         | Gaetano Cicognani (1938–1953) Ildebrando Antoniutti (1953–1963)                                                                             | Nuncio apostólico en España         | Vizconde Santa Clara de Avedillo (circa 1940) Domingo de las Barcenas (circa 1943) Pablo de Churruca y Dotres (1946–1948) Joaquin Ruiz Jimenez (1948-?) | Embajador |
| Suiza          | Felipe Bernardini (1935–1953) Gustavo Testa (1953–1959)                                                                                     |                                     | |           |
| Uruguay        | Albert Levame (1939–1949) Alfredo Pacini (1949–1960)                                                                                        |                                     | |           |
| Venezuela      | Luigi Centoz (1936–1940) Giuseppe Misuraca (1941–1950) Armando Lombardi (1950–1954) Sergio Pignedoli (1954–1955) Raffaele Forni (1955–1960) |                                     | M. A. Pulido Mendez (?-1952) | Embajador |